# Платонов, Юрий Петрович (психолог)
Юрий Петрович Платонов (род. 29 июля 1945, Белогорск, Крымская область, РСФСР, СССР) — советский и российский психолог, профессор, ректор-основатель Санкт-Петербургского государственного института психологии и социальной работы (СПбГИПСР).

## Биография
- В 1975 году окончил факультет психологии Ленинградского государственного университета.
- C 1978 по 2008 год работал на факультете психологии СПбГУ заведующим кафедрой прикладной социальной психологии.
- В 1984 году защитил кандидатскую диссертацию на тему «Профессиональная направленность мастера производственного обучения среднего профтехучилища».
- С 1990 по 2005 год — директор Высших курсов практической психологи при СПбГУ.
- В 1991 году защитил докторскую диссертацию на тему «Психологические основы коллективной деятельности».
- В 1992 году выступил организатором Санкт-Петербургского государственного института психологии и социальной работы
- С 1993 года возглавил кафедру прикладной социальной психологии и конфликтологии СПбГИПСР.
- C 1994 по 2007 год — профессор кафедры организационного поведения и управления персоналом Высшей школы менеджмента Санкт-Петербургского государственного университета, руководитель Высших курсов практической психологии.
- С 1992 года по 2020 год являлся ректором СПбГИПСР[1].

## Награды и звания
- Орденом Почёта (2006) — за заслуги в области образования и науки, и многолетний добросовестный труд[2].
- Орденом «За заслуги перед Отечеством» IV степени (2011) — за выдающиеся заслуги в области образования, науки и большой вклад в подготовку квалифицированных специалистов[3]
- Вице-президент Петербургского психологического общества.
- Действительный член Российской академии естественных наук (2014).
- Заслуженный работник высшей школы Российской Федерации (1999).

## Публикации
Платонов Юрий Петрович является автором более 190 работ в области прикладной социальной психологии и конфликтологии.
- Социально-психологические аспекты воспитания в студенческих трудовых коллективах: учебное пособие / Ю. П. Платонов. — Л. : ЛГУ, 1986.
- Студенческие отряды: психологические очерки / Ю. П. Платонов. — Л.: Лениздат, 1988.
- Психология коллективной деятельности: Теоретико-методологический аспект / Ю. П. Платонов. — Л. : ЛГУ, 1990.
- Социальная психология трудовой деятельности: Опыт теоретико-эмпирического исследования / Ю. П. Платонов. — СПб. : Наука, 1992.
- Введение в этническую психологию : учебное пособие / ред. Ю. П. Платонов. — СПб. : Изд-во СПбГУ, 1995.
- Народы мира в зеркале геополитики (структура, динамика, поведение): учебное пособие / Ю. П. Платонов. — СПб.: Изд-во СПбГУ, 2000.
- Этнический фактор: Геополитика и психология / Ю. П. Платонов. — СПб. : Речь, 2002.
- Психологическое сопровождение лиц, переживших насилие в семье : учебное пособие / ред. Ю. П. Платонов. — СПб. : СПбГИПСР, 2002.
- Психологические портреты персонала: типология и диагностика : учебное пособие / ред. Ю. П. Платонов. — СПб. : Речь, 2003.
- Основы этнической психологии : учебное пособие / Ю. П. Платонов. — СПб. : Речь, 2003.
- Введение в социальную психологию : учебное пособие / Ю. П. Платонов. — СПб. : СПбГИПСР, 2007.
- Путь к лидерству / Ю. П. Платонов. — СПб. : Речь, 2006.
- Очерки ретроспективной психологии: Воспоминания о будущем ССО / Ю. П. Платонов. — СПб. : Речь, 2006. .
- Краткий курс социальной психологии / Ю. П. Платонов. — СПб. : Речь, 2008.
- Психология конфликтного поведения : научное издание / Ю. П. Платонов. — СПб. : Речь, 2009.
- Геополитика в паутине технологий власти / Ю. П. Платонов. — СПб. : Речь, 2010.
- Технологии власти : в 2 т. / Ю. П. Платонов. — СПб. : Речь, 2010 -т. 2.
- Этническая экспансия / Ю. П. Платонов. — СПб. : Речь, 2011.
- Организационное поведение : учебное пособие / Ю. П. Платонов. — СПб. : Речь, 2012.